# والینگفورد ریگر
والینگفورد ریگر (انگلیسی: Wallingford Riegger؛ ۲۹ آوریل ۱۸۸۵ – ۲ آوریل ۱۹۶۱) یک رهبر ارکستر، آهنگساز و مدرس موسیقی اهل ایالات متحده آمریکا بود.
او یکی از نخستین آهنگسازان آمریکایی است که از روش دوکافونیک در ساخت آثارش استفاده کرد و موسیقی‌دانی پُرکار بود. وی دانش‌اموختهٔ مدرسه جولیارد و بعدها مدرس دانشگاه دریک و کالج ایتاکا بود.
والینگفورد ریگر یکی از اعضای گروه موسوم به «پنج آمریکایی» بود که همگی آهنگسازانی «فوق مدرن» محسوب می‌شدند.